# 柳家喬の字の江東GOEN隊
柳家喬の字の江東GOEN隊（やなぎやきょうのじのこうとうごえんたい）は、レインボータウンFMのサテライトスタジオから毎週日曜日21時から生放送されていたラジオ番組である。

## 概要
江東区東陽町在住の落語家、柳家喬の字（現 5代目柳家小志ん）による生番組であり、毎回様々なゲストを迎えて60分GOENトークを繰り広げた番組で、スタジオに設けられたカメラでUstream生放送・サイマル放送に対応していた。

## 放送時間
- 毎週日曜日 21:00 - 22:00

## パーソナリティ
- 柳家喬の字
- とよしま亮介 - 代演

## 番組内容
- オープニングトーク
- ゲストトーク
- 今日の名言
- クロージングトーク

## 番組投稿
- FAX（レインボータウンFM）
- Twitter

## 外部サイト
- 柳家喬の字（公式ホームページ） - ウェイバックマシン（2008年12月11日アーカイブ分）
- 喬の字ブログ日記
- 落語協会｜芸人紹介 柳家喬の字
- レインボータウンFM（79.2MHz）
- FutureWorksとよしま亮介